# Ramones - Around the World
Ramones - Around the World è una VHS del 1998 della band punk Ramones, ripubblicata in DVD nel 2003.
È formata da video registrati in concerti live della band durante i suoi innumerevoli tour e da vari backstage.
Fanno parte della personale video-libreria di Marky Ramone.
Mostra come i fan siano molto legati alla band ma anche come molti gruppi punk (tra cui Rancid e Green Day) siano stati influenzati pesantemente dai Ramones.